# Plexechinus sulcatus
Plexechinus sulcatus is een zee-egel uit de familie Plexechinidae.
De wetenschappelijke naam van de soort werd in 2000 gepubliceerd door David & Mooi.